# Jan Ignacy Bocheński

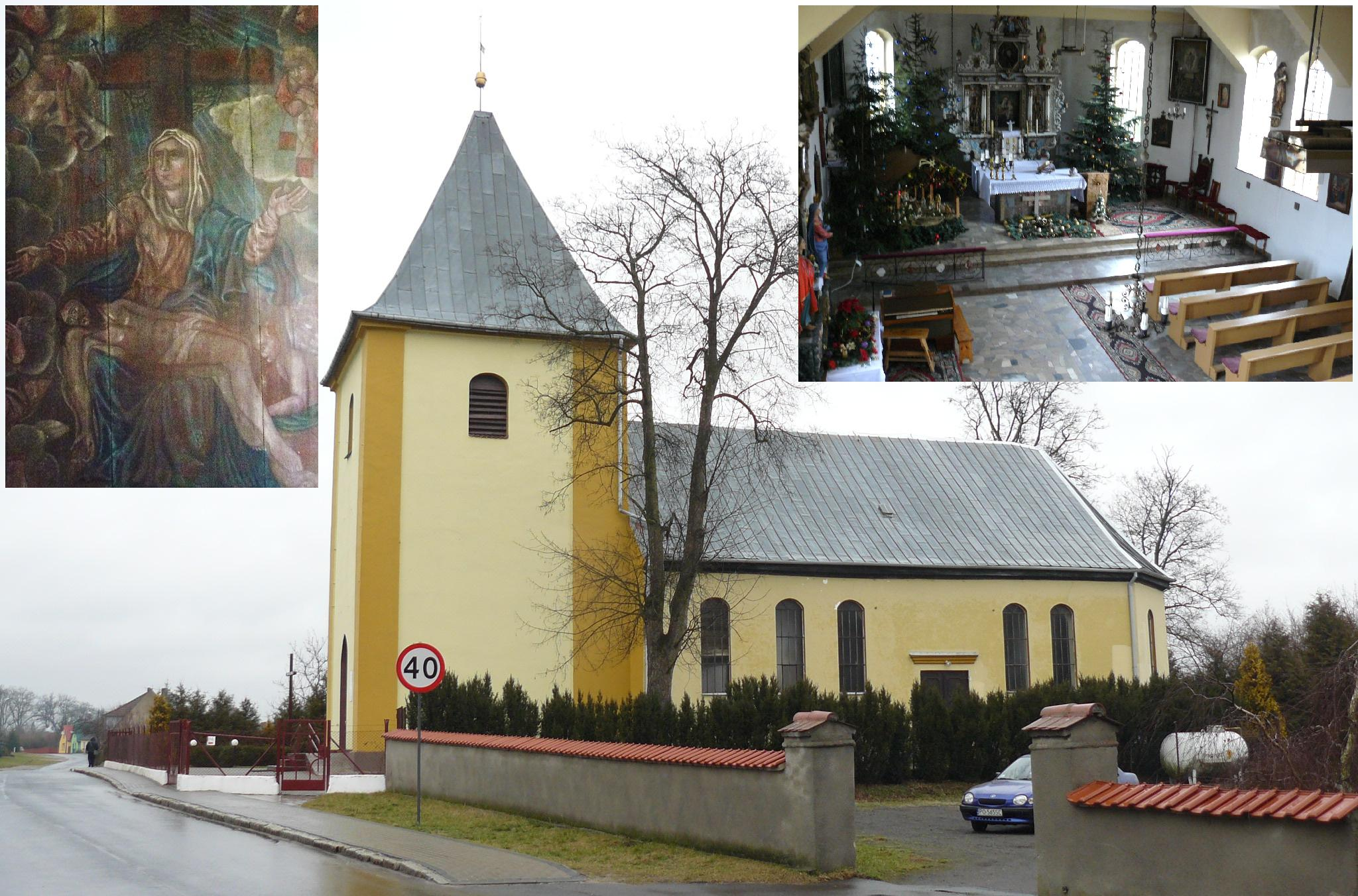
Kościół Wszystkich Świętych w Białej - ostatnia parafia J.I.Bocheńskiego

Jan Ignacy Bocheński (ur. w 1755 w Malborku, zm. w pierwszych dniach sierpnia 1812 w Białej) – proboszcz parafii w Wałczu, Białej i Pile, radca prefektury w Bydgoszczy, organizator szkolnictwa w departamencie bydgoskim, redaktor pierwszej polskiej gazety w Bydgoszczy, zwolennik kasaty klasztorów i opodatkowania kleru.

## Życiorys
Urodził się w 1755 r. w Malborku. Studiował u jezuitów w Krakowie. Święcenia kapłańskie uzyskał w 1788 r. w Poznaniu. W 1789 r. został proboszczem w Wałczu, a w 1794 r. przeniesiono go na probostwo w Białej. W związku z dużym zadłużeniem rozpoczął starania o uzyskanie następnych probostw. Otrzymał zarząd beneficjum w Człopie, a w 1797 r. probostwo w Pile. Jego dalsze starania o uzyskanie probostwa w Wielu nie dały pozytywnego rezultatu, a na skutek sprzeciwów innych księży, mógł ostatecznie zatrzymać (za osobną dyspensą papieską) tylko probostwa w Białej i Pile.
Jego proboszczowskie działania gospodarcze uzyskiwały pomyślne oceny wizytujących go zwierzchników kościelnych. Efektem zainteresowań kulturalnych i historycznych było opisanie historii niektórych rodów i miejscowości powiatu wałeckiego oraz doprowadzenie do otrzymania przez bibliotekę gimnazjum w Wałczu, księgozbioru Sapiehy z Wielenia.
Szczególnie istotną działalnością ks. Bocheńskiego była działalność oświatowa, do której przykładał dużą wagę. Jako proboszcz uczył młodzież szlachecką oraz krzewił oświatę wśród ludu wiejskiego, ucząc i pomagając materialnie biednym.
W 1806 r. w sytuacji braku odpowiednich kandydatów na polskie urzędy tworzone na ziemiach zaboru pruskiego, zajmowanych przez wojska napoleońskie, włączył się aktywnie do działań nowo organizowanych władz polskich w Bydgoszczy. Od końca 1807 r. urzędował w Prefekturze Departamentu Bydgoskiego, gdzie jako konsyliarz zajmował się sprawami oświatowymi i wyznaniowymi. Dysponując dużą samodzielnością, jako członek jednoosobowego „wydziału edukacyjnego”, kierował z ramienia prefekta Antoniego Gliszczyńskiego sprawami szkolnictwa. Dużo uwagi poświęcał gromadzeniu środków niezbędnych do utrzymania szkół, w tym także na remont budynku kolegium jezuickiego, w celu przystosowania go na siedzibę bydgoskiej szkoły departamentalnej. Wyrazem społecznej wrażliwości były jego ofiary na cele publiczne. Wspomagał finansowo bydgoski lazaret w 1807 r. oraz miejscowe szkolnictwo.
Jego aktywność na polu oświatowym wynikała z jego poglądów, zgodnych z duchem ideałów oświeceniowych. W szkolnictwie widział najlepszy środek „dźwignięcia narodu” z ciemnoty i upadku moralnego. Był zwolennikiem nauczania świeckiego oraz kasacji dużych majątków klasztornych w celu ich przeznaczenia na utrzymanie szkół. Postulował również m.in. nałożenie specjalnych podatków szkolnych na bogatych duchownych, kupców i rzemieślników oraz utworzenie instytutu politechnicznego, kształcącego kadrę techniczną. Jego radykalne poglądy wygłaszane publicznie nieraz wywoływały krytykę duchowieństwa i urzędników.
W końcu 1807 r. na polecenie Antoniego Gliszczyńskiego podjął się redagowania Dziennika Doniesień Rządowych i Prywatnych Departamentu Bydgoskiego - pierwszego polskiego czasopisma w Bydgoszczy. Na łamach dziennika dawał wyraz swym oświeceniowym i patriotycznym poglądom. Zwracał uwagę na konieczność polonizacji władz departamentu i upowszechniania używania języka polskiego, krytycznie oceniał współczesne sobie duchowieństwo, był zwolennikiem wolności wyznania, monarchii dziedzicznej, przeciwnikiem nietolerancji.
W czasie wojny polsko-austriackiej w 1809 r. został internowany przez zajmujące na krótko Bydgoszcz wojska austriackie. 5 lutego 1810 r. został mianowany radcą powiatu wałeckiego. Zniechęcony odmową mianowania go stałym urzędnikiem Departamentu, w 1811 r. wycofał się z działalności urzędniczej. W 1812 r. pożar zniszczył jego plebanię w Białej wraz z biblioteką i częścią archiwaliów kościoła pilskiego. W pierwszych dniach sierpnia 1812 r., zmarł w Białej.